# Johnny Lattner
John Joseph Lattner, detto Johnny (Chicago, 24 ottobre 1932 – Melrose Park, 12 febbraio 2016), è stato un giocatore di football americano statunitense che ha militato nel ruolo di halfback con i Pittsburgh Steelers della National Football League (NFL). Al college giocò a football all'Università di Notre Dame vincendo Heisman Trophy, il massimo riconoscimento individuale a livello universitario.

## Carriera professionistica
Lattner fu scelto dai Pittsburgh Steelers come settimo assoluto nel Draft NFL 1954. Vi giocò per una sola stagione prima di arruolarsi nelle forze aeree statunitensi per due anni. Lì, durante una partita di football, subì un grave infortunio a un ginocchio che gli precluse la ripresa dell'attività agonistica. L'unica stagione da professionista fu un successo: guadagnò oltre mille yard complessive giocando in attacco e negli special team, venendo convocato per il Pro Bowl come kick e punt returner.

## Palmarès
- Convocazioni al Pro Bowl: 1

1954
- Heisman Trophy - 1953
- Maxwell Award: 2

1952, 1953
- College Football Hall of Fame

## Statistiche
| Touchdown | 8 |

## Vita privata
Il nipote, Robert Spillane, gioca come linebacker per i Las Vegas Raiders della NFL. Un altro nipote, Ryan Smith ha giocato come tight end per i Ravensburg Razorbacks.